# Gaston Floquet
Gaston Floquet (1847-1920) va ser un matemàtic francès, especialitzat en teoria de les equacions diferencials.

## Vida i Obra
Floquet va fer els seus estudis al Lycée Louis-le-Grand, abans d'entrar a l'École Normale Supérieure el 1869. L'any següent, en esclatar la guerra francoprussiana es va allistar com sotstinent a l'exèrcit del Loira fins que es va signar el tractat de pau. A continuació, va reprendre els seus estudis a l'École Normale Supérieure, en la qual es va graduar el 1873. Aquest mateix any començà a fer de professor de matemàtiques al Lycée de Belfort. Després de ser professors dels Lycées d'Angers i de Clermont-Ferrand, va ser nomenat professor adjunt de la universitat de Nancy on va romandre fins a la seva mort, arribant a ser degà de la Facultat de Ciències, càrrec des del que va promoure l'estudi de l'aeronàutica i de la meteorologia.
Floquet és recordat per la seva teoria, avui anomenada teoria de Floquet, sobre sobre les equacions diferencials lineals de coeficients periòdics del tipus
{\displaystyle {\dot {x}}=A(t)x,}
en les quals {\displaystyle A(t)} és una funció contínua definida a trossos. En tres treballs publicats entre 1880 i 1883, el més important dels quals és el darrer: Sur les équations différentielles linéaires à coefficients périodiques, desenvolupa la teoria per trobar l'espectre de valors propis que governen l'estabilitat dels sistemes d'equacions diferencials. Tota aquesta teoria ha estat molt útil per a resoldre els difícils problemes de computació que presenten moltes de les teories físiques més actuals: dinàmica de partícules, mecànica quàntica, etc.